# Palacio de Catalina (Moscú)
.

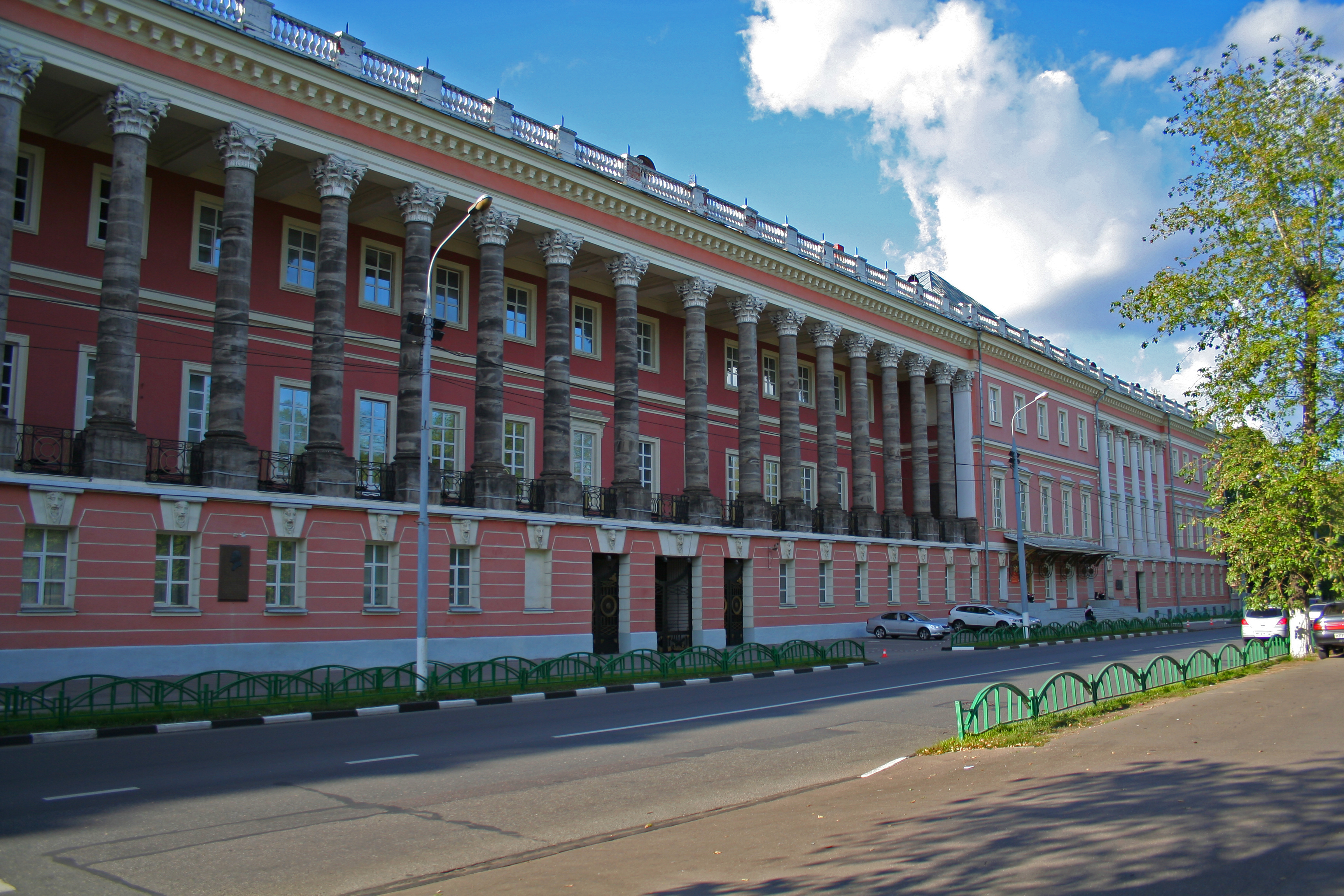
La columnata más larga de Moscú, que consiste en 16 columnas oscuras situadas en una logia.

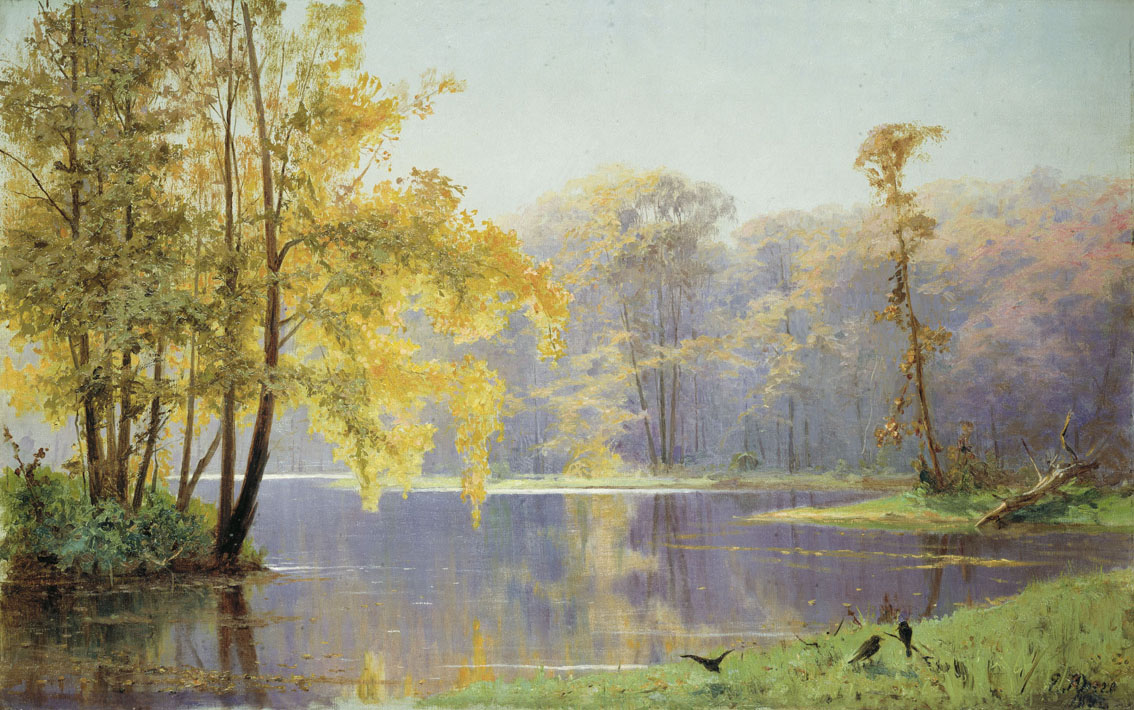
El parque en 1892.

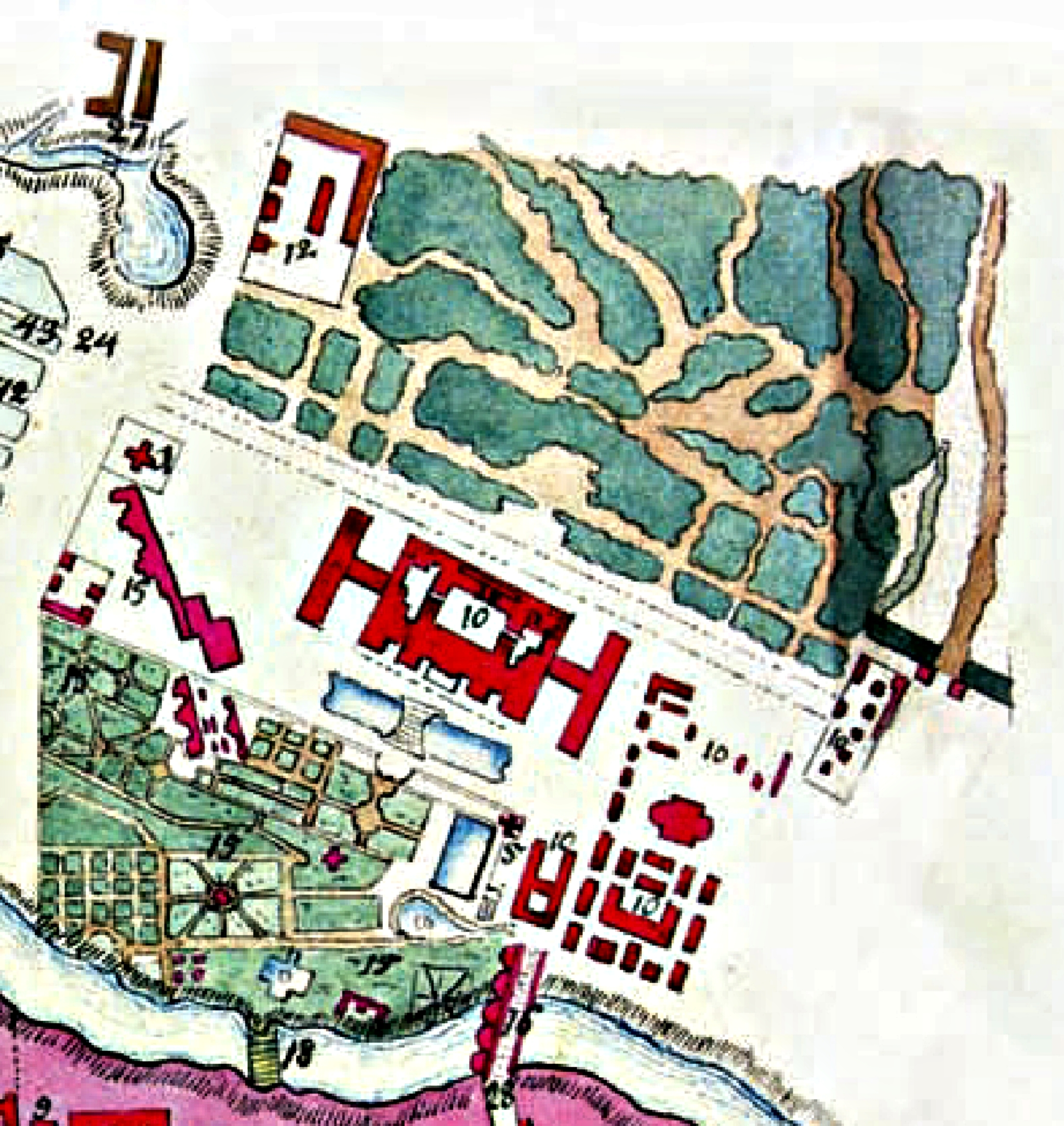
El palacio de Catalina (10) en un fragmento del Plan de Lefórtovo de Moscú en 1804

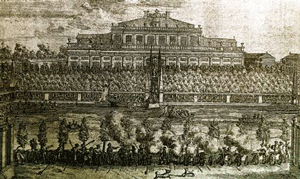
Annengof

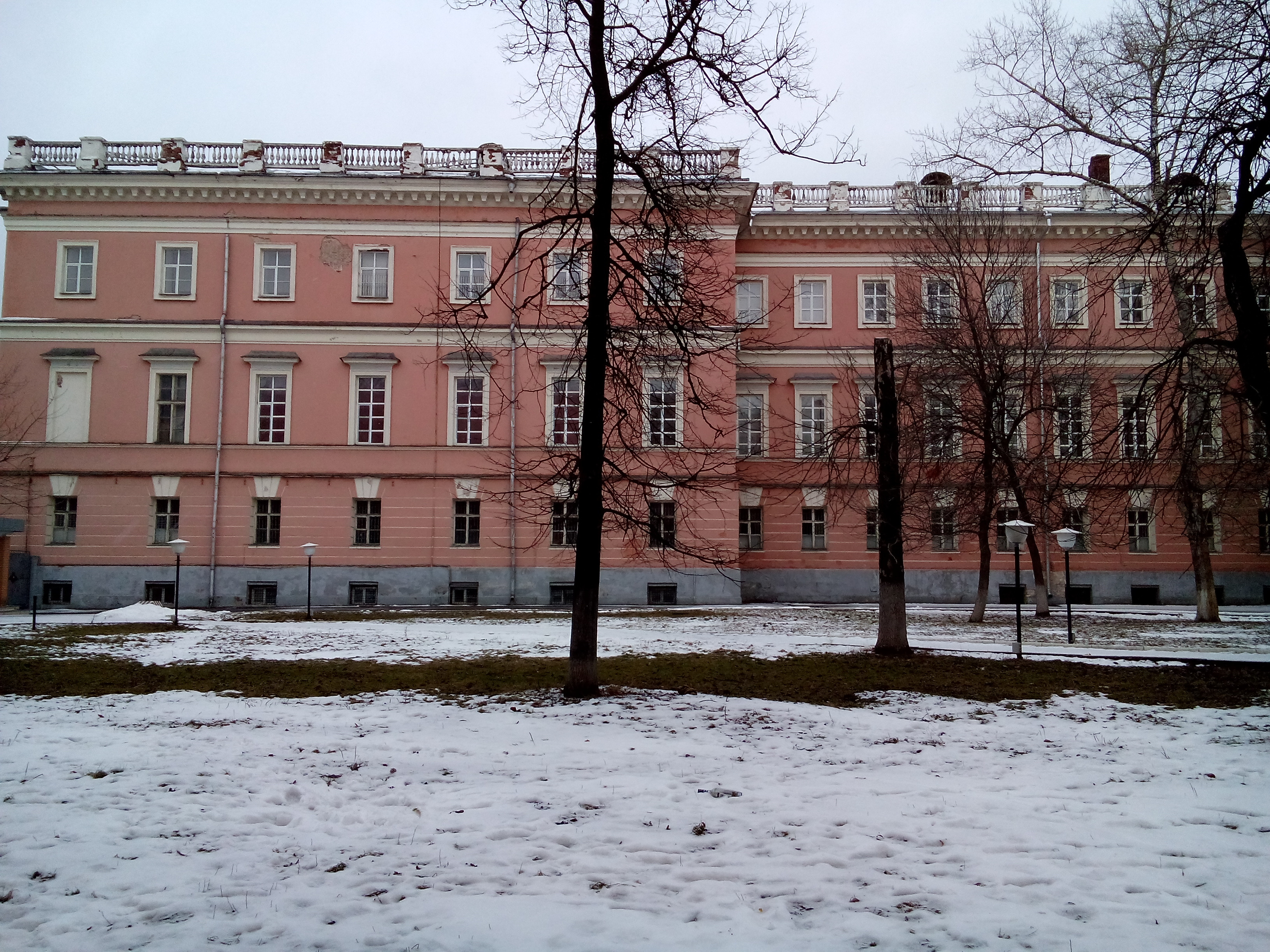
Fachada lateral del palacio, 2015

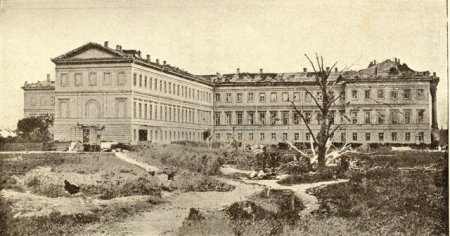
Cuerpo de cadetes en Lefórtovo, 1904

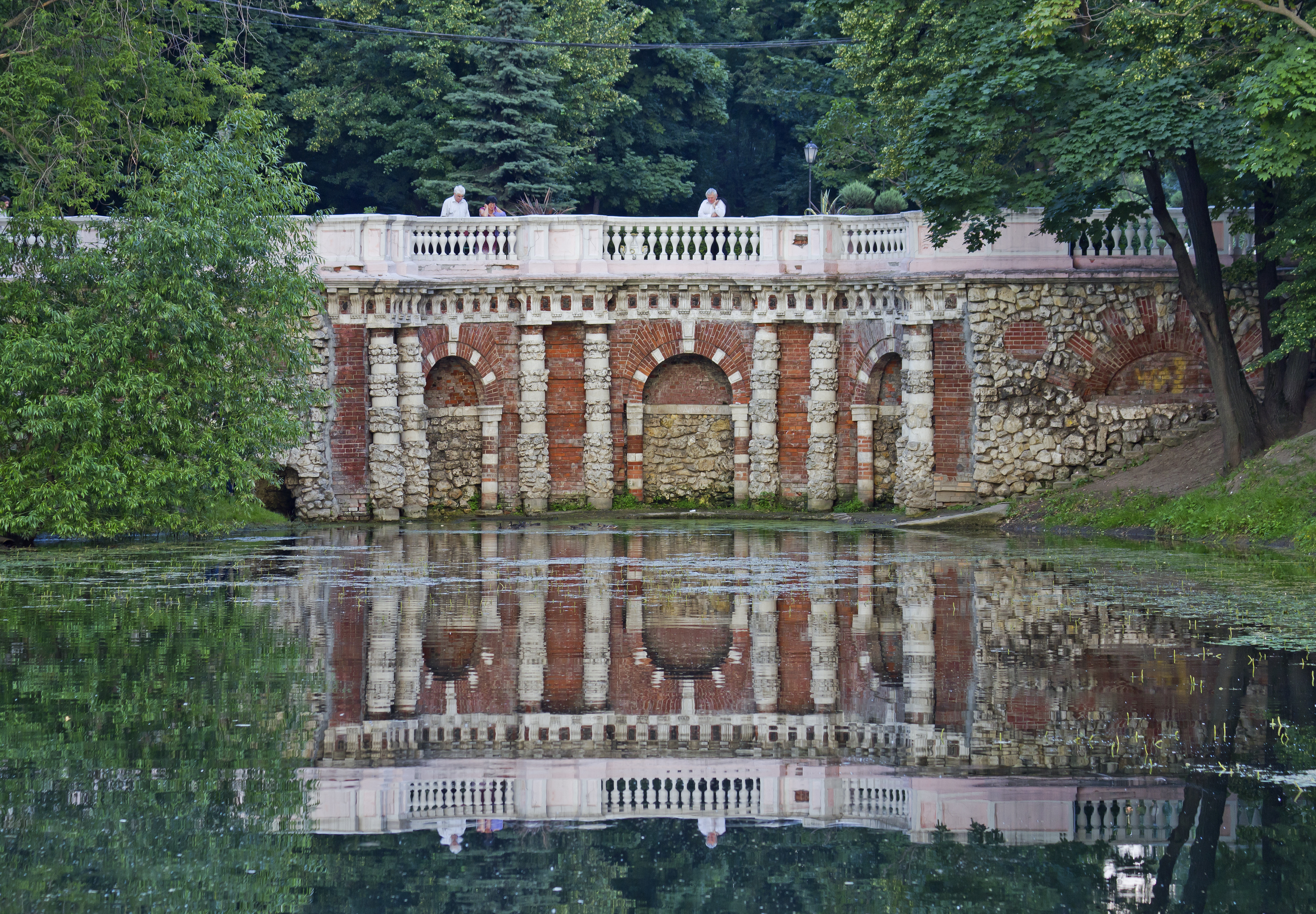
Gruta en el parque Lefórtovo,

El palacio de Catalina es una residencia neoclásica de Catalina II de Rusia en la orilla del Yáuza en Lefórtovo, Moscú. No debe ser confundido con el mucho más famoso palacio de Catalina en Tsárskoye Seló, a las afueras de San Petersburgo.
La residencia también se conoce como palacio de Golovín, por su primer propietario, el conde Fiódor Golovín, el primer canciller del Imperio ruso. Después de su muerte, la emperatriz Ana encargó a Francesco Bartolomeo Rastrelli sustituir el palacio Golovín con una residencia barroca conocida como Annenhof. Esta era la residencia preferida de Ana. Se componía de dos edificios de madera de dos pisos, el palacio de Verano y el palacio de Invierno.
Annenhof fue abandonado después de un incendio en 1746. Catalina II, quien encontró los dos edificios antiguos y deteriorados, ordenó su demolición en la década de 1760. Después de 1773 Karl Blanc, Giacomo Quarenghi y Francesco Camporesi fueron los arquitectos empleados para supervisar la construcción de una residencia de estilo neoclásico en Lefórtovo. Emperador Pablo, conocido por su aversión de los palacios de su madre, convertida la residencia en cuarteles.
Después de la ocupación de Napoleón de Moscú en 1812 el palacio de Catalina fue restaurado bajo la supervisión de Joseph Bové. Desde entonces, ha sido ocupado por instituciones militares y habitualmente ha sido inaccesible para el público en general. En octubre de 1917, los cadetes de Moscú organizaron una feroz resistencia contra los bolcheviques en Lefórtovo. Lo poco que quedaba del parque, fue destruido en gran parte por el tornado en 1904.
- Datos: Q1961082
- Multimedia: Catherine Palace in Moscow / Q1961082